# Acremma roseocrea
Acremma roseocrea is een vlinder van de familie van de spinneruilen (Erebidae). De wetenschappelijke naam van deze soort is voor het eerst voorgesteld als Corgatha roseocrea door Pierre Viette in een publicatie uit 1962.
De soort komt voor op Madagaskar.